# Романово (Нижньосілезьке воєводство)
Романово (пол. Romanowo) — село в Польщі, у гміні Клодзко Клодзького повіту Нижньосілезького воєводства.
Населення — 133 особи (2011).
У 1975-1998 роках село належало до Валбжиського воєводства.

## Демографія
Демографічна структура станом на 31 березня 2011 року:
|          | Загалом | Допрацездатний вік | Працездатний вік | Постпрацездатний вік |
| -------- | ------- | ------------------ | ---------------- | -------------------- |
| Чоловіки | 64      | 11                 | 49               | 4                    |
| Жінки    | 69      | 11                 | 43               | 15                   |
| Разом    | 133     | 22                 | 92               | 19                   |